# Симаррон (фильм, 1931)
«Симаррон» (англ. Cimarron) — вестерн 1931 года по мотивам одноимённого романа Эдны Фербер. Три премии «Оскар». Картина стала первым вестерном, удостоенным премии «Оскар». Несмотря на блестящую критику, картина провалилась в прокате.

## Сюжет
История газетчика и адвоката Янси Кравата и его жены Сабры, которые узнав о земельном буме 1889 года в Оклахоме, отправились искать счастье на Запад. В следующей Земельной гонке 1893 года Янси отправился уже один.

## В ролях
- Ричард Дикс — Янси Крават
- Айрин Данн — Сабра Крават
- Эстель Тейлор — Дикси Ли
- Элайн МакМэхон — миссис Мэвис Пэглер
- Эдна Мэй Оливер — миссис Трейси Уайетт
- Нэнс О’Нил — Фелиция Венейбл

## Съёмки
Протипом Янси Кравата, персонажа Ричарда Дикса, был адвокат Темпл Хьюстон — сын Сэма Хьюстона, которого Дикс позднее сыграл в фильме 1939 года «Завоеватель». Съёмки сцены, которая иллюстрировала земельную гонку в Оклахоме 1889 года, заняли целую неделю. В работе участвовали 5 тысяч статистов и 28 операторов.

## Награды и номинации

### Премии «Оскар»
- Лучший фильм
- Лучшая работа художника — Макс Ре
- Лучший сценарий-адаптация — Говард Эстабрук

### Номинации
- Лучшая мужская роль — Ричард Дикс
- Лучшая женская роль — Айрин Данн
- Лучшая операторская работа — Эдвард Кронджагер
- Лучшая режиссура — Уэсли Рагглз

### Прочее
- «Медаль почёта» от журнала Photoplay